# 請地町
請地町（うけちまち）は、群馬県高崎市の地名。郵便番号は370-0067。面積は0.08km2(2012年現在)。

## 地理
面積が小さく、住宅が密集している。

## 歴史
1902年からの地名である。1902年までは高崎市の大字である赤坂であった。赤坂は、江戸時代から1889年までは赤坂村であり高崎藩領だった。
1902年に高崎市立北小学校が開校して以来、徐々に宅地化が進んでいった。

### 年表
- 1889年（明治22年）4月1日 町制施行で高崎町の町名となる。
- 1900年（明治33年）4月1日 市制施行で高崎町は高崎市となる。
- 1902年（明治35年） 高崎市の大字であった赤坂が11町に分割する。その際に請地町となる。

## 世帯数と人口
2017年（平成29年）8月31日現在の世帯数と人口は以下の通りである。
| 町丁   | 世帯数  | 人口  |
| ------ | ------- | ----- |
| 請地町 | 249世帯 | 435人 |

## 小・中学校の学区
市立小・中学校に通う場合、学区は以下の通りとなる。
| 番地 | 小学校           | 中学校             |
| ---- | ---------------- | ------------------ |
| 全域 | 高崎市立北小学校 | 高崎市立第一中学校 |

## 交通

### 鉄道
同町に鉄道駅はない。

### 道路
国道は通っていない。県道は群馬県道29号あら町下室田線が通っている。

## 施設
- 高崎市立北小学校